# Pixel Watch

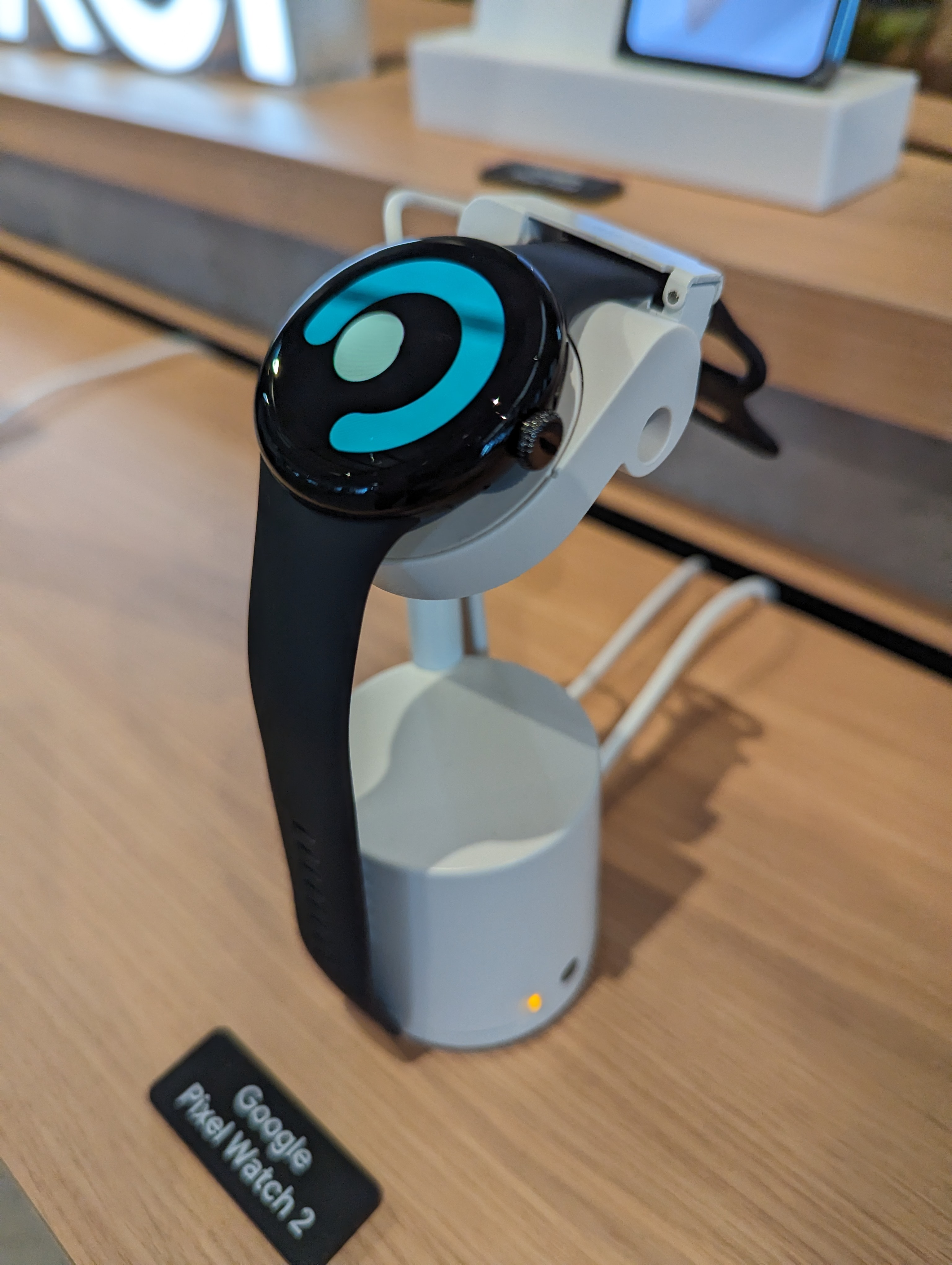
Pixel Watch 2

Die Pixel Watch ist eine Wear OS-Smartwatch, die von Google mit Fitbit als Teil der Google-Pixel-Produktlinie entworfen, entwickelt und vermarktet wird. Erstmals vorgestellt wurde die Uhr im Mai 2022 während der Google I/O-Keynote. Sie verfügt über ein rundes, kuppelförmiges Display sowie eine starke Integration mit Fitbit, das Google im Jahr 2021 übernommen hat.
Die Pixel Watch wurde am 6. Oktober 2022 auf der jährlichen Veranstaltung Made by Google offiziell angekündigt und am 13. Oktober veröffentlicht.

## Geschichte
Im Juli 2016 entwickelte Google Berichten zufolge zwei Smartwatches mit den Codenamen Swordfish und Angelfish, die auf dem Betriebssystem Android Wear (ehemaliger Name von Wear OS) basieren und voraussichtlich unter dem Markennamen Nexus erscheinen werden. Laut Business Insider wurden diese Uhren vor dem Made by Google-Launch-Event 2016 aufgrund von Bedenken des Hardware-Chefs von Google, Rick Osterloh, abgesagt, dass sie sich nicht gut mit den neuen Pixel-Geräten des Unternehmens synchronisieren ließen. Die Smartwatches wurden schließlich von LG übernommen und im Februar 2017 als LG Watch Style und LG Watch Sport veröffentlicht. Android Wear wurde im März 2018 in Wear OS umbenannt. Im August 2018 verneinte Miles Barr, Director of Engineering bei Wear OS, Gerüchte, dass das Unternehmen Pläne habe in diesem Jahr eine Smartwatch unter der Marke Pixel herauszubringen.
Im Januar 2019 erklärte sich der Smartwatch-Hersteller Fossil Group bereit, einen Teil seines geistigen Eigentums an der Smartwatch-Technologie für 40 Millionen US-Dollar an Google zu verkaufen und einen Teil seines Forschungs- und Entwicklungsteams zu übertragen. Im November 2019 kündigte Google an, den Smartwatch- und Fitness-Tracker-Hersteller Fitbit für 2,1 Milliarden US-Dollar übernehmen zu wollen, was laut Osterloh den Weg für von Google entwickelte Wearables ebnen würde. Die Übernahme wurde im Januar 2021 nach einer langwierigen Untersuchung des US-Justizministeriums abgeschlossen, wobei Fitbit in die Hardware-Sparte von Google aufgenommen wurde. Fitbit-Mitgründer James Park wurde daraufhin zum Leiter der Wearables-Sparte von Google ernannt. Während der Google I/O-Keynote 2021 im Mai kündigte Google Wear OS 3 an, eine Version von Wear OS, die gemeinsam mit Samsung und Fitbit entwickelt wurde und Elemente des Tizen-Betriebssystems von Samsung enthält.
Im Oktober 2021 gab Osterloh bekannt, dass Google und Fitbit dabei sind, eine Smartwatch mit Wear OS zu entwickeln. Zwei Monate später berichtete Business Insider, dass eine Smartwatch der Marke Pixel mit dem Codenamen Rohan für die Veröffentlichung im Jahr 2022 geplant sei, die ein rundes, rahmenloses Design, Integration mit Fitbit, proprietäre Uhrenarmbänder und Gesundheitsüberwachungsfunktionen besitzen würde. In diesem Monat ausgegrabene Beweise deuteten darauf hin, dass die Uhr entweder von Samsungs Exynos System-on-Chip (SoC) oder Googles eigenem Tensor-Chip angetrieben würde, von denen letzterer kürzlich auf der Pixel-6-Smartphone-Linie des Unternehmens debütierte. Im April 2022 wurde die Kategorie „Fitbit“ im Online-Google Store in „Watches“ umbenannt, um die bevorstehende Markteinführung der Pixel Watch vorzubereiten. Im selben Monat reichte Google beim US-Patent- und Markenamt eine Marke für den Namen „Pixel Watch“ ein, während drei Modelle der Smartwatch von der Bluetooth Special Interest Group zugelassen wurden. Ein Prototyp der Pixel Watch wurde bereits im April 2022 in einem Restaurant in den USA gefunden.
Osterloh, hat am 11. Mai 2022 während der Google I/O-Keynote eine Vorschau für die Pixel Watch gegeben. In einem Interview mit CNET erklärte Park, Mitgründer von Fitbit, dass es keine Pläne gebe, Fitbit abzuschalten, und fügte hinzu, dass die Google Fit-App mit Fitbit auf der Pixel Watch koexistieren würde.
Google hat die Pixel Watch am 6. Oktober zusammen mit den Smartphones Pixel 7 und Pixel 7 Pro auf der jährlichen Made by Google-Veranstaltung offiziell angekündigt. Am selben Tag konnte die Uhr vorbestellt werden, bevor sie am 13. Oktober in neun Ländern auf den Markt kam. Auf die Frage, warum Google so lange mit der Einführung des Geräts gewartet habe, nannte Osterloh die Übernahme von Fitbit und seiner Gesundheitsplattform als primären Grund, der Google überzeugte und grünes Licht für die Pixel Watch gab, dazu ergänzte er, dass sich das Unternehmen für Wearables von Erstanbietern einsetzt.

## Hardware
Googles erste Smartwatch hat einen Durchmesser von 41 mm, ist 12,3 mm hoch und wiegt ohne Armband 36 Gramm. Das Gehäuse ist aus 80 % recyceltem Edelstahl gefertigt, das Displayglas besteht aus Corning Gorilla Glass 5, die Pixel Watch verfügt außerdem über eine Kronen-Bedienung. Als Prozessoren kommen der Samsung Exynos 9110 sowie der Cortex-M33 als Koprozessor zum Einsatz. Dazu kommen dann der Arbeitsspeicher mit 2 GB SDRAM und der interne 32 GB eMMC-Flash-Speicher. Google verbaut einen 294-mAh-Lithium-Ionen-Akku, dieser soll eine Laufzeit von 24 Stunden ermöglichen und kann innerhalb von 80 Minuten vollständig aufgeladen werden. Der Google Assistant und die Funktionen von Fitbit bei Gesundheits- und Fitnessanwendungen sind integriert. Die Pixel Watch verfügt über ein Always-on-Display, NFC, Notfall-SOS und Unfallerkennung, außerdem ist die Smartwatch 5-atm-wasserdicht. Bei Marktstart war das aktuelle Betriebssystem Wear OS 3.5, die Pixel Watch ist kompatibel mit Android 8.0 oder höher.
| Pixel Watch                  | 1. Generation                                 | 1. Generation                                 |
| Pixel Watch                  | Pixel Watch ohne LTE & Pixel Watch + LTE      | Pixel Watch ohne LTE & Pixel Watch + LTE      |
| ---------------------------- | --------------------------------------------- | --------------------------------------------- |
| Systemchip (SoC)             | Exynos 9110-SoC · Cortex M33-Coprozessor      | Exynos 9110-SoC · Cortex M33-Coprozessor      |
| GPS und GLONASS              | Integriert, einschließlich Galileo und BeiDou | Integriert, einschließlich Galileo und BeiDou |
| Mobilfunk (LTE / UMTS)       | Optional (eSIM)                               | Optional (eSIM)                               |
| Wasserbeständigkeit          | 5-atm-wasserdicht (bis zu 50 Meter)           | 5-atm-wasserdicht (bis zu 50 Meter)           |
| Drahtlosnetzwerk             | WiFi (802.11 b/g/n 2,4 GHz)                   | WiFi (802.11 b/g/n 2,4 GHz)                   |
| Bluetooth                    | Bluetooth 5.0                                 | Bluetooth 5.0                                 |
| Pulsmesser                   | Ja                                            | Ja                                            |
| Elektrokardiogramm           | Ja                                            | Ja                                            |
| Sauerstoffsättigung          | Ja                                            | Ja                                            |
| Kompass                      | Ja                                            | Ja                                            |
| Beschleunigungssensor        | Ja                                            | Ja                                            |
| Gyroskop                     | Ja                                            | Ja                                            |
| Umgebungslichtsensor         | Ja                                            | Ja                                            |
| Barometrische Höhenmessung   | Ja                                            | Ja                                            |
| Display                      | AMOLED Display (1000 cd·m−2)                  |                                               |
| Zentrale Recheneinheit (CPU) | Dual-Core                                     |                                               |
| Speicher                     | 32 GB                                         |                                               |
| Arbeitsspeicher (RAM)        | 2 GB SDRAM                                    |                                               |
| OS-Version                   | wearOS 3.5                                    |                                               |
| Voraussetzung                | Android 8.0 oder höher                        |                                               |
| Abmessungen (HxBxT in mm)    | 41 × 41 × 12,3                                |                                               |
| Quellen                      | [ 27 ] [ 30 ] [ 31 ] [ 32 ]                   | [ 27 ] [ 30 ] [ 31 ] [ 32 ]                   |

### Funktionen
- optischen Herzfrequenzsensor, der mit grünem Licht die Haut durchleuchtet um die Herzfrequenz zu messen;
- elektrischen Sensor, der manuell aktiviert wird. Danach legt man den Finger auf die Krone, um mit elektrischen Schwingungen in der Haut Herzfrequenzdaten zu sammeln;
- Sensor zur Sauerstoff-Sättigung des Blutes[33]
- Beschleunigungsmesser für alle drei Raum-Achsen, um mit einem GPS-Empfänger zurückgelegte Strecken messen, Geschwindigkeiten und Schritte zu messen
- Kompass für Richtungsdaten
- Höhenmesser, der durch Luftdruckmessung die Höhe über dem Meeresspiegel erkennt.
- Gyroskop erkennt die Lage oder Orientierung der Uhr
- Umgebungslichtsensor zur Anpassung der Displaybeleuchtung[34]

## Design
Die Pixel Watch verfügt über ein rundes Display mit gewölbtem Design, einer physischen Krone und einen Uhrenrahmen aus recyceltem Edelstahl, der an individuell gestalteten Bändern befestigt ist. Es stehen 18 Designs von Zifferblättern zur Verfügung, von denen jedes in hohem Maße anpassbar ist. Es ist in vier Gehäuse-/Bandfarbenpaaren erhältlich:
|         |                |             |                 |                 |
| Farbe   | Champagne Gold | Matte Black | Polished Silver | Polished Silver |
| Armband | Hazel          | Obsidian    | Charcoal        | Chalk           |

## Verkäufe
Das Analystenhaus Canalys hat berechnet, dass Google im vierten Quartal 2022 schätzungsweise 880.000 Uhren ausgeliefert hat, was 22 Prozent des Gesamtumsatzes von Google mit tragbaren Geräten ausmacht, zu denen auch Fitbit-Produkte gehören. Die Markteinführung der Pixel Watch ermöglichte es Google 8 % des Wearables-Marktanteils zu erobern und somit auf den zweiten Platz hinter Apple zu springen.
Die Pixel Watch Android-App hatte bis Februar 2023 mehr als 500.000 Downloads angehäuft.

## Pixel Watch 2
Die Pixel Watch 2 wurde im Oktober 2023 von Google vorgestellt. Bei identischen Abmessungen ist das Gerät im Vergleich zum Vorgängermodell um 5 g leichter. Die Akkukapazität steigt auf 306 mAh. Ein neu hinzugekommener Sensor misst die Temperatur der Haut.

## Pixel Watch 3
Die dritte Generation der Pixel Watch wurde im August 2024 von Google vorgestellt. Neben der bekannten 41-Millimeter-Version wird die Uhr nun auch in einer Variante mit 45 Millimeter Gehäusedurchmesser angeboten. Die Bildschirmhelligkeit wurde erhöht und seine Ränder verkleinert. Zusätzlich bietet die Uhr neue Gesundheits- und Sportfunktionen, beispielsweise eine Pulsverlusterkennung mit selbständiger Absetzung eines Notrufs.